# Ангелы в Америке (пьеса)
«Ангелы в Америке» (англ. Angels in America: A Gay Fantasia on National Themes) — пьеса в двух частях, написанная американским драматургом Тони Кушнером в 1990 году.
Первый раз была поставлена в Сан-Франциско в 1991 году. В 2003 году по дилогии каналом HBO был снят одноименный мини-сериал, режиссёр Майк Николс.

## Построение сюжета
Пьеса состоит из двух частей: «Миллениум приближается» («Близится тысячелетие») и «Перестройка». Обе части соединены общими героями и сюжетными линиями, которые переплетаются между собой, соединяя канву повествования воедино. Помимо обычных людей, главными и второстепенными героями произведения являются сверхъестественные существа — ангелы и призраки. Сюжет пьесы построен так, что все актеры, занятые в постановке (обычно их количество восемь), примеряют на себя несколько ролей в течение всего действия, в том числе и персонажей другого пола.
Сюжет весьма сложен, часто замешан на метафорах и образной передаче информации. Во многом через конкретных героев в пьесе анализуется общее положение гомосексуалов и больных СПИДом в США в 1980-х годах.

### Действующие лица
- Прайор Уолтер — главный герой. Гей, который в начале пьесы сообщает своему любовнику о том, что у него СПИД. Страдает от галлюцинаций и видений.
- Луис Айронсон — в начале пьесы любовник Прайора Уолтера. Не может принять его диагноз и разрывает с ним отношения. Впоследствии начинает отношения с Джо Питтом.
- Харпер Питт — домохозяйка, страдающая агорафобией, приверженка церкви Мормона. Страдает от галлюцинаций, вызванных пристрастием к диазепаму.
- Джо Питт — супруг Харпер, приверженец церкви Мормона. Скрытый гей, который пытается бороться со своими сексуальными пристрастиями.
- Рой Кон — адвокат, скрытый гей. Прототипом персонажа послужил Рой Кон, американский юрист, в 1960-х развернувший программу по «очищению» государственных постов от гомосексуалистов.
- Ханна Питт — мать Джо Питта.
- Белиз — дрэг-квин, бывший парень Прайора Уолтера. Медсестра и сиделка Роя Кона.
- Ангел — посланник Небес[2].

Кроме того, в пьесе появляются около 20 различных персонажей второго плана, в том числе «Совет Ангелов», призраки предков Прайора Уолтера и Этель Розенберг, воображаемые друзья Харпер Питт.

## История постановок

### США
Премьера «Миллениум приближается» состоялась в мае 1991 года в Сан-Франциско. В это время «Перестройка» находилась еще в стадии разработки, ее премьера прошла только в ноябре 1992 года.
Дебют спектаклей на Бродвее прошел в театре Уолтера Керра в постановке Джорджа С.Вольфа 4 мая и 23 ноября 1993 года. Постановка имела большой успех: обе части выиграли премию «Тони» за лучшую новую пьесу и Драма Деск за выдающуюся пьесу в 1993 и 1994 гг. соответственно. Помимо этого «Миллениум приближается» выиграла Пулитцеровскую премию в 1993 году. Постановка закрылась 4 декабря 1994 года, после чего был организован национальный тур.
Следующее возвращение на американскую сцену произошло в 2010 году, когда обе части были поставлены в вне-бродвейском театре Signature. Во время этого показа Кушнер внес в «Перестройку» дополнительные изменения.
О трансфере на Бродвей постановки Мэриэнн Эллиотт, с успехом прошедшей в Лондоне летом 2017 года, было объявлено в сентябре 2017 года, через месяц после закрытия в Национальном театре Великобритании. К своим ролям вернулись все основные актёры, за исключением Рассела Тови, которого заменил Ли Пейс. Спектакль открылся 24 марта 2018 года (предпоказы с 22 февраля) в Театре Нила Саймона и так же, как и в Лондоне, получил положительные отзывы. Признание критиков стало еще более явным, когда были объявлены номинации на Тони: «Ангелы в Америке» установили рекорд премии по количеству номинаций для пьес. Среди 11 номинаций можно увидеть «Лучшая возобновленная пьеса», «Лучшая мужская роль в пьесе» (Э.Гарфилд), «Лучшая женская роль второго плана в пьесе» (Д.Гоф и С.Браун), «Лучший режиссёр пьесы» (М.Эллиот).

### Великобритания
Британская премьера «Миллениум приближается» состоялась 23 января 1992 года в театре Коттеслое Национального театра (режиссер Деклан Доннеллан). Спектакль шел почти год, в ноябре 1992 года состоялись гастроли в Дюссельдорф на фестиваль Союза театров Европы. Первая часть «Ангелов» вернулась на сцену Коттеслое с обновленным актерским составом в ноябре 1993 года вместе с премьерой второй части.
Второе возвращение дилогии в Национальный театр (Литтлтон-театр) произошло в апреле 2017 года в постановке Мэриэнн Эллиотт. Спектакль получил исключительно положительные отзывы. 20 и 27 июля 2017 года состоялась трансляция обеих частей в рамках проекта «Национальный театр в прямом эфире». Закрытие прошло в августе 2017 года. Спектакль был номинирован на 6 премий Лоренса Оливье, включая «Лучшая мужская роль в пьесе» (Эндрю Гарфилд), «Лучшая мужская роль второго плана» (Джеймс Макардл), «Лучший режиссёр». Победа досталась в двух номинациях: «Лучшая возобновлённая постановка» и «Лучшая женскаяроль второго плана» (Дениз Гоф).

## Составы
| Роль          | Национальный театр (1992) | Национальный театр (1994) | Театр Уолтера Керра (1993-1994) | Signature (2010) | Национальный театр (2017) |
| ------------- | ------------------------- | ------------------------- | ------------------------------- | ---------------- | ------------------------- |
| Прайор Уолтер | Шон Чапман                | Стивен Диллэйн            | Стивен Спинелла                 | Кристиан Борль   | Эндрю Гарфилд             |
| Луис Айронсон | Маркус Д’Амико            | Джейсон Айзекс            | Джо Мантелло                    | Закари Куинто    | Джеймс Макардл            |
| Джо Питт      | Ник Рединг                | Дэниел Крейг              | Дэвид Маршалл Грант             | Билл Хэк         | Рассел Тови               |
| Харпер Питт   | Фелисити Монтегю          | Клэр Холмэн               | Марша Гей Харден                | Зои Казан        | Дениз Гоф                 |
| Рой Кон       | Генри Гудман              | Дэвид Шофилд              | Рон Либман                      | Фрэнк Вуд        | Нейтан Лейн               |
| Ханна Питт    | Розмари Мартин            | Сюзан Энгел               | Кэтлин Шелфант                  | Робин Бартлетт   | Сьюзан Браун              |
| Белиз         | Джозеф Миделл             | Джозеф Миделл             | Джеффри Райт                    | Билли Портер     | Нейтан Стюарт-Джарретт    |
| Ангел         | Нэнси Крейн               | Нэнси Крейн               | Эллен Маклафлин                 | Робин Вайгерт    | Аманда Лоуренс            |

## Награды и номинации
| Год  | Премия                                  | Категория                                 | Номинант               | Результат |
| ---- | --------------------------------------- | ----------------------------------------- | ---------------------- | --------- |
| 1992 | Премия газеты Evening Standard          | Лучшая пьеса                              | Миллениум приближается | Победа    |
| 1992 | Премия Лоренса Оливье                   | Лучшая новая драма                        | Миллениум приближается | Номинация |
| 1992 | Премия Лоренса Оливье                   | Лучшая мужская роль                       | Маркус Д’Амико         | Номинация |
| 1992 | Премия Лоренса Оливье                   | Лучшая мужская роль второго плана         | Генри Гудман           | Номинация |
| 1992 | Премия Лоренса Оливье                   | Лучший режиссёр                           | Деклан Донеллан        | Номинация |
| 1993 | Драма Деск                              | Лучшая пьеса                              | Миллениум приближается | Победа    |
| 1993 | Премия сообщества нью-йоркских критиков | Лучшая пьеса                              | Миллениум приближается | Победа    |
| 1993 | Пулитцеровская премия                   | Лучшая драма                              | Миллениум приближается | Победа    |
| 1993 | Тони                                    | Лучшая пьеса                              | Миллениум приближается | Победа    |
| 1993 | Тони                                    | Лучшая мужская роль в пьесе               | Рон Либман             | Победа    |
| 1993 | Тони                                    | Лучшая мужская роль второго плана в пьесе | Стивен Спинелла        | Победа    |
| 1993 | Тони                                    | Лучшая мужская роль второго плана в пьесе | Джо Мантелло           | Номинация |
| 1993 | Тони                                    | Лучший режиссёр пьесы                     | Джордж Вулф            | Победа    |
| 1994 | Драма Деск                              | Лучшая пьеса                              | Перестройка            | Победа    |
| 1994 | Премия Лоренса Оливье                   | Лучшая новая драма                        | Ангелы в Америке       | Номинация |
| 1994 | Премия Лоренса Оливье                   | Лучшая мужская роль второго плана         | Джозеф Миделл          | Победа    |
| 1994 | Тони                                    | Лучшая пьеса                              | Перестройка            | Победа    |
| 1994 | Тони                                    | Лучшая мужская роль в пьесе               | Стивен Спинелла        | Победа    |
| 1994 | Тони                                    | Лучшая мужская роль второго плана в пьесе | Джеффри Райт           | Победа    |

### Возобновлённая постановка Королевского национального театра
| Год  | Премия                                    | Категория                         | Номинант         | Результат |
| ---- | ----------------------------------------- | --------------------------------- | ---------------- | --------- |
| 2018 | Премия Лоренса Оливье                     | Лучший возобновлённый спектакль   | Ангелы в Америке | Победа    |
| 2018 | Премия Лоренса Оливье                     | Лучшая мужская роль               | Эндрю Гарфилд    | Номинация |
| 2018 | Премия Лоренса Оливье                     | Лучшая мужская роль второго плана | Джеймс Макардл   | Номинация |
| 2018 | Премия Лоренса Оливье                     | Лучшая женская роль второго плана | Дениз Гоф        | Победа    |
| 2018 | Премия Лоренса Оливье                     | Лучший режиссёр                   | Мэриэнн Эллиотт  | Номинация |
| 2018 | Премия Лоренса Оливье                     | Лучшая постановка света           | Пола Констэбль   | Номинация |
| 2018 | Тони                                      | Лучшая возрождённая пьеса         | Ангелы в Америке | Победа    |
| 2018 | Лучшая мужская роль в пьесе               | Эндрю Гарфилд                     | Победа           |           |
| 2018 | Лучшая мужская роль второго плана в пьесе | Нейтан Лейн                       | Победа           |           |
| 2018 | Лучшая женская роль второго плана в пьесе | Дениз Гоф                         | Номинация        |           |
| 2018 | Лучшая женская роль второго плана в пьесе | Сьюзан Браун                      | Номинация        |           |
| 2018 | Лучший режиссёр пьесы                     | Мэриэнн Эллиотт                   | Номинация        |           |
| 2018 | Лучший саундтрек                          | Эдриан Саттон                     | Номинация        |           |
| 2018 | Лучший дизайн сцены                       | Йен Макнил и Эдвард Пирс          | Номинация        |           |
| 2018 | Лучший дизайн костюмов в пьесе            | Никки Гиллибранд                  | Номинация        |           |
| 2018 | Лучший свет в пьесе                       | Пола Констэбль                    | Номинация        |           |
| 2018 | Лучший звук в пьесе                       | Йен Дикинсон                      | Номинация        |           |